# Mesohippus
Mesohippus tổ là một loài ngựa nhỏ và là tổ tiên của ngựa hiện đại. Chúng đã sinh sống ở Bắc bán cầu với nhiều loài sống khắp Bắc Mỹ trong thời kỳ từ đầu cho đến Eocen giữa Oligocen, khoảng 30 đến 40 triệu năm trước. Chúng từng được xem là loài được biết đến sớm nhất của họ Ngựa.

## Các loài
- Mesohippus bairdi
- Mesohippus barbouri
- Mesohippus braquistylus
- Mesohippus equiceps
- Mesohippus hypostylus
- Mesohippus intermedius
- Mesohippus latidens
- Mesohippus longiceps
- Mesohippus metulophus
- Mesohippus montanensis
- Mesohippus obliquidens
- Mesohippus proteulophus
- Mesohippus westoni